# Madosh Tambwe

a Compétitions nationales et continentales officielles uniquement.

Dernière mise à jour le 20 août 2024.
Madosh Tambwe, né le 12 mai 1997 à Kinshasa (Zaïre), est un joueur congolais de rugby à XV qui joue au poste d'ailier au Montpellier HR depuis 2024.
Il commence sa carrière en Afrique du Sud en 2017 avec les Lions et les Golden Lions, puis il rejoint les Sharks en 2020, avant de s'engager un an plus tard avec les Bulls et les Blue Bulls, avec qui il remporte la Currie Cup en 2021. En 2022, il quitte l'Afrique pour l'Europe, lorsqu'il est transféré à l'Union Bordeaux Bègles.

## Biographie

### Jeunesse et formation
Madosh Tambwe est né à Kinshasa, au Zaïre, quelques jours avant la fin de la Première guerre du Congo qui a entraîné le changement de nom du pays en République démocratique du Congo. Ses parents émigrent en Afrique du Sud et il grandit à Johannesbourg où il apprend le rugby à XV au lycée Parktown Boys,.
En 2017, il est sélectionné en équipe d'Afrique du Sud des moins de 20 ans. Cependant, à cause de problèmes administratifs, il n'obtient pas les documents nécessaires pour rejoindre la sélection.

### Débuts de carrière en Afrique du Sud (2017-2022)
En 2017, Tambwe fait partie de l’équipe des Lions pour la saison de Super Rugby. Il y fait ses débuts lors de la quatrième journée, contre les Queensland Reds. Il est titularisé, joue toute la rencontre et son équipe s'impose 44-14. La semaine suivante, il inscrit ses deux premiers essais, grâce à un doublé dans une victoire 42 à 19 face aux Southern Kings. Plus tard dans la saison, les Lions atteignent la finale qu'ils perdent 17-25 face aux Crusaders. Tambwe ne participe toutefois pas à cette rencontre.
Lors de la saison suivante, en 2018, il marque quatre essais en un seul match contre les Stormers, obtenant un coup du chapeau (trois essais) en seulement treize minutes, soit le triplé le plus rapide de l’histoire du Super Rugby,. Cette saison, son équipe se qualifie de nouveau en finale et est une nouvelle fois battue par les Crusaders, une défaite 37-18. Tambwe ne joue pas cette finale.
L'année d'après, le 13 juillet 2019, il marque de nouveau quatre essais, cette fois avec les Golden Lions contre les Griquas à l'Ellis Park lors de la Currie Cup. Puis, les Golden Lions arrivent en finale de la compétition où ils affrontent les Free State Cheetahs. Madosh Tambwe est titulaire mais les siens sont une nouvelle fois battus, sur le score de 31 à 28. Il perd alors sa troisième finale en trois ans. Il termine la compétition en étant le meilleur marqueur d'essais avec sept réalisations en huit matchs.
Pour la saison 2020 de Super Rugby, Tambwe signe aux Sharks,.
L'année suivante, il rejoint les Bulls, ainsi que les Blue Bulls, où il signe un contrat allant jusqu'en 2023. Avec les Bulls, il est dans un premier temps finaliste de la Pro14 Rainbow Cup, marque un essai dans cette rencontre, mais est finalement battu par les Italiens du Benetton Trévise. Quelques mois plus tard, il remporte la finale de la Currie Cup en battant son ancienne équipe des Natal Sharks 44 à 10.
Durant la saison 2021-2022, les équipes sud-africaines rejoignent le United Rugby Championship et Madosh Tambwe inscrit huit essais en vingt matchs dans ce nouveau championnat. Les Bulls se qualifient en finale où ils retrouvent une autre équipe sud-africaine : les Stormers. Titulaire à l'aile, Madosh Tambwe et son équipe perdent la finale sur le score de 18 à 13,.

### Départ en France à l'Union Bordeaux Bègles (2022-2024)
À partir de la saison 2022-2023, toujours sous contrat en Afrique du Sud, Madosh Tambwe est recruté par l'Union Bordeaux Bègles pour pallier le départ de Ben Lam, après une très bonne saison en United Rugby Championship. Voulant absolument rejoindre l'UBB, il a même payé une partie du transfert, que le club français ne pouvait pas payer. Il fait ses débuts avec sa nouvelle équipe dès la première journée de Top 14 contre le Stade toulousain et inscrit deux essais à cette occasion réalisant un très bon match, mais ce n'est toutefois pas suffisant pour éviter la défaite des siens 25 à 26,. Après plusieurs bonnes saisons en Afrique du Sud et une rapide adaptation en France, il est évoqué pour intégrer l'équipe d'Afrique du Sud. Cependant, Jacques Nienaber, le sélectionneur des Springboks déclare que Tambwe est inéligible car il n'aurait pas la citoyenneté sud-africaine, contrairement à ce qu'affirme le joueur,. Durant la suite de la saison, le club girondin se qualifie pour les barrages du championnat de France, où ils battent le Lyon OU 32 à 25 grâce notamment à un doublé de Tambwe qui envoie les siens en demi-finale. Aux portes de la finale, l'UBB est éliminée par le Stade rochelais. Pour sa première saison en France, il joue dix-neuf matchs toutes compétitions confondues dont dix-sept titularisations et marque neuf essais. Il joue toute la saison en tant que titulaire à l'aile avec l'Argentin Santiago Cordero.
Pour la saison 2023-2024, Madosh Tambwe doit faire face à la très forte concurrence à son poste, avec notamment l'arrivée de l'international français Damian Penaud, l'éclosion de Louis Bielle-Biarrey et les très bonnes performances de Pablo Uberti, voire Romain Buros,. Au mois de février 2024, il est victime d'une fracture de la main droite et doit donc se faire opérer, le rendant indisponible durant un mois. À son retour de  blessure, il joue le quart de finale de Champions Cup contre les Harlequins, durant lequel il inscrit un doublé. Son club est toutefois battu 42 à 41. Il est de nouveau décisif lors des barrages de Top 14, marquant un essai contre le Racing 92 et contribuant largement à la qualification son équipe en demi-finale du championnat,. Malgré ses très bonnes prestations, il n'est pas retenu dans le groupe pour la demi-finale remportée contre le Stade français, ni pour la finale perdue contre le Stade toulousain, Bielle-Biarrey lui étant préféré. Sur le plan personnel, Tambwe inscrit dix essais en seize matchs joués durant cette saison.

### Transfert au Montpellier HR (depuis 2024)
Après deux ans passés à l'Union Bordeaux Bègles, son club ne souhaite pas le conserver pour la saison à venir. Madosh Tambwe s'engage alors avec le Montpellier HR à partir de la saison 2024-2025 pour deux ans,.

## Palmarès

### En club
- Lions
  - Finaliste du Super Rugby en 2017 et 2018
- Golden Lions
  - Finaliste de la Currie Cup en 2019
- Bulls
  - Finaliste de la Pro14 Rainbow Cup en 2021
  - Finaliste du United Rugby Championship en 2022
- Blue Bulls
  - Vainqueur de la Currie Cup en 2021
- Union Bordeaux Bègles
  - Finaliste du Championnat de France en 2024

### Distinctions personnelles
- Meilleur marqueur d'essais de la Currie Cup en 2019 (7 essais)